# تيان لي
تيان لي (بالصينية: 田雷) هو مصارع رياضي صيني، ولد في 30 نوفمبر 1970.

## وصلات خارجية
- تيان لي على موقع قاعدة بيانات المصارعة الدولية (الإنجليزية)
- تيان لي على موقع أوليمبيديا (الإنجليزية)